# Walter Hess (Politiker)
Walter Hess (* 5. Oktober 1949, heimatberechtigt in Wuppenau) ist ein ehemaliger schweizerischer Politiker (CVP). 
Er verbrachte seine Kindheit in Jonschwil im Kanton St. Gallen. Nach einem Mathematikstudium an der ETH Zürich bildete er sich zum Sekundarlehrer phil. II aus und unterrichtete bis 1988 an verschiedenen Sekundarschulen im Kanton St. Gallen. 
1988 wurde er zum Gemeindepräsident von Oberriet SG gewählt. Später wurde er als Vertreter der CVP in den St. Galler Kantonsrat (Mitglied 1992–2000), sowie in den Nationalrat gewählt. Dem Nationalrat gehörte er von 1999 bis 2003 an und war dort Mitglied der Sicherheitspolitischen Kommission.
Walter Hess ist verheiratet und hat fünf Kinder.